# Biglietto postale

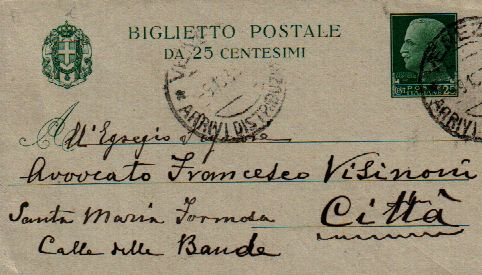
Biglietto Postale del Regno d'Italia

Il biglietto postale è un foglio piegato una o più volte in modi diversi secondo l'ente emittente, gommato lungo i bordi in modo tale da poter essere chiuso saldamente e perforato lungo gli stessi per poter essere successivamente riaperto agevolmente. Presenta su un lato un'impronta di carta valore del tipo francobollo utile a soddisfare l'esigenza di affrancatura per spedizione di oggetto postale. Solitamente il lato con l'impronta è fornito di righe per l'indicazione del destinatario, più raramente anche per il mittente. All'interno del biglietto postale è possibile annotare il messaggio da inviare.

## Notizie storiche
Il biglietto postale è ideato dalle poste del Belgio e messo in vendita per la prima volta il 15 dicembre 1882. Nello stesso anno la tipografia londinese De La Rue, a scopo promozionale, presenta un tipo di biglietto postale alle varie Amministrazioni Postali europee che aveva come impronta un'effigie di Vittorio Emanuele II. In Italia viene emesso nel 1889 durante il Regno di Umberto I.